# 邁可·坎邦
米高·約翰·甘邦爵士，CBE（1940年10月19日—2023年9月27日），愛爾蘭裔英國男演員。甘邦作為皇家國家劇院的創始成員之一，跟羅蘭士·奧利佛一起開始其演藝生涯。在他長達60年的職業生涯中，他的作品涉足戲劇、電視劇集與電影等領域，並曾經獲得三項勞倫斯·奧利弗獎、兩項美國演員工會獎及四項英國電影學院獎。甘邦於藝術表演方面的聲譽崇高，他憑著其戲劇方面的貢獻於1999年獲得英女皇伊利沙伯二世授予爵士勳銜。
甘邦曾出現於莎士比亞的許多作品中，如《奧賽羅》、《哈姆雷特》、《馬克白》和《科利奧蘭納斯》。他憑著1985年的《反對合唱團》、1987年的《橋上的景色》及1990年的《當下的人物》三度獲得勞倫斯·奧利弗獎，共獲得該獎的13項提名。甘邦於1997年憑著大衛·海爾的《天空之光》首次亮相百老匯劇院，並獲得東尼獎最佳戲劇演員的提名。
甘邦在1965年的電影《奧賽羅》中首次亮相，他餘下的著名電影包括1989年的《廚師·大盜·他的妻子與她的情人》、1997年的《三顆翼動的心》、1999年的《內幕者》、2001年的《高斯福大宅謀殺案》、2006年的《奇異恩典》、2010年的《皇上無話兒》、2012年的《唱快人生》及2017年的《維多利亞女王：日不落奇緣》。甘邦還演出了韋斯·安德遜的2004年電影《史蒂夫·齊蘇的水棲生活》，以及其2009年的電影《狐狸先生無得頂》。2004至2011年，甘邦由於接替已故的李察·哈里斯演出《哈利波特系列電影》中的阿不思·鄧不利多一角因而聲名大噪。
在電視上的工作方面，甘邦曾獲得四個英國電影學院獎，分別憑著1986年的《歌唱神探》、1999年的《妻子們和女兒們》、2000年的《經度》，還有2001年的《完美陌生人》。他亦憑著2002年的《戰爭之路》和2009年的《愛瑪》而獲得兩項黃金時段艾美獎的提名。其他值得注意的項目包括2007年的《克蘭福德》和2015年的《臨時空缺》。
2015年2月中，甘邦因記憶力衰退而宣布暫時退出影壇，後來他於2017年宣布於影壇復出，並接演《金牌特務：機密對決》。同年，甘邦獲得愛爾蘭電影電視學院頒發的終身成就獎。
2020年，甘邦於《愛爾蘭時報》的「愛爾蘭最偉大的電影演員名單」中名列第28位。

## 早年生活
米高·約翰·甘邦於1940年10月19日生於都柏林的卡布拉郊區。其母親瑪麗（娘家姓氏為霍爾）是一名女裁縫，而他的父親愛德華·甘邦（Edward Gambon）於第二次世界大戰期間是一名工程操作人員。當時他的父親決定在倫敦的重建中尋找工作，並在甘邦六歲的時候舉家搬到倫敦劍頓區的莫寧頓新月。他的父親安排他成為英國公民，這一決定後來使他獲得了實質性（非名譽上）騎士頭銜。
甘邦作為一個嚴格的羅馬天主教徒成長，他就讀於倫敦薩默斯鎮的聖阿洛伊修斯男子學校（St Aloysius Boys' School），並於祭壇服務。後來他轉到高門的聖阿洛伊修斯學院就學，該處的前學生包括了演員彼得·施拉。後來他遷至肯特的北端，他在那裡就讀於克蘭福德中學，但他在15歲時於沒有獲得任何資格證書下離校。後來，他獲得作為工具製造商維克斯-岩士唐公司學徒的機會。他於21歲的時候，他經已是一名合格的工程技術人員。他繼續這份工作一年的時間，他對收集古董槍、鐘錶、手錶和經典汽車產生了畢生的熱情。

## 職業生涯

### 戲劇

#### 1960–1979年：舞台首演和國家劇院

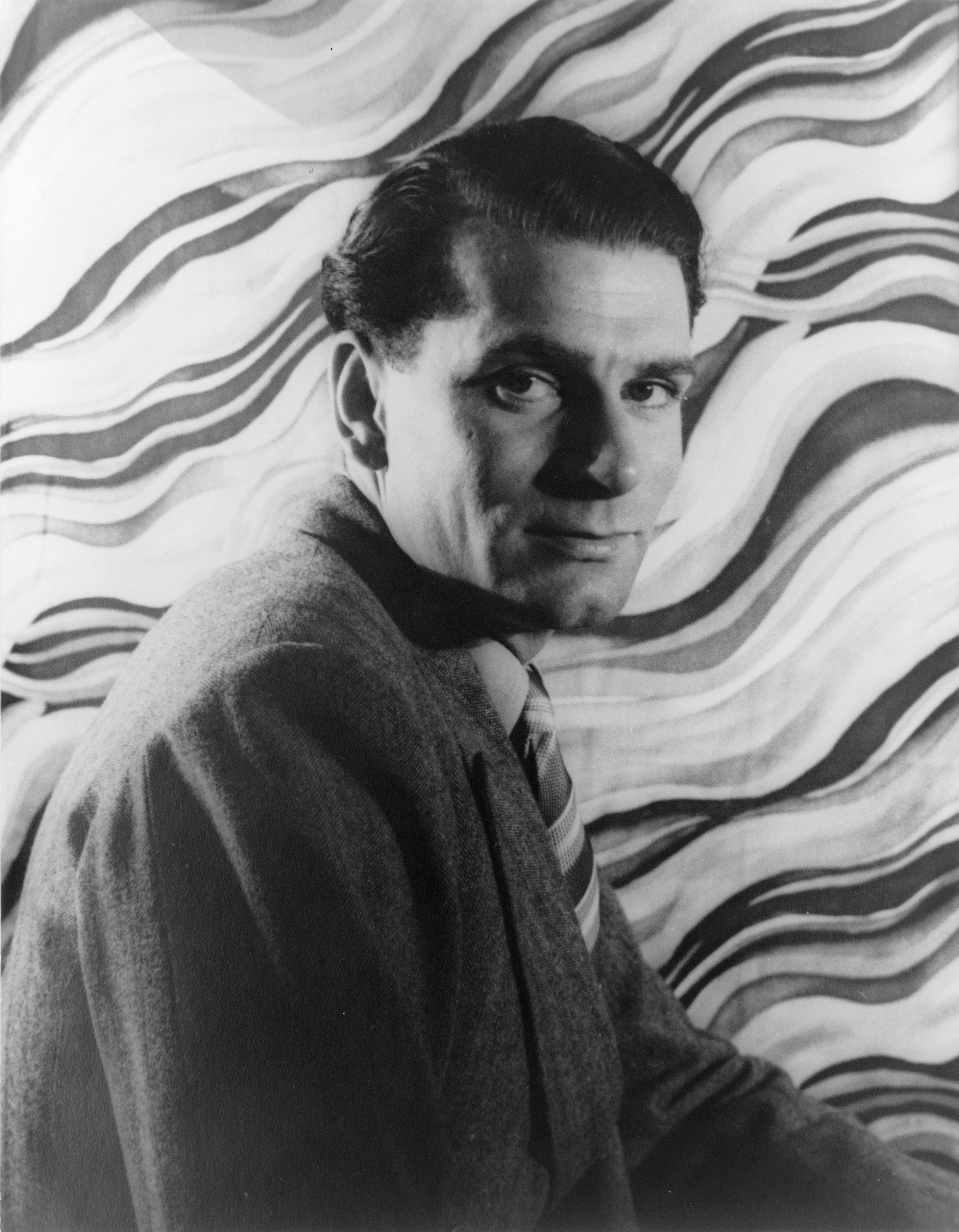
羅蘭士·奧利佛—皇家國家劇院1963年的首任藝術總監，也是甘邦的導師。

甘邦於24歲的時候給經營都柏林之門劇院的愛爾蘭劇院經理米高·麥克·利亞莫爾寫了一封信，信內並附上一份履歷，當中描述了一個豐富而完全虛構的戲劇生涯，後來他被錄用了。
甘邦於1962年在門劇院製作的《奧賽羅》裡作首次舞台演出，飾演「第二紳士」一角，隨後進行了歐洲巡迴演出。一年後，他以《理查三世》的開場獨白進行試鏡，這引起了羅蘭士·奧利佛的注意，後者正在替其新的皇家國家劇院（RSC）公司招募具前途的演員。後來，甘邦與羅拔·史提芬斯、戴力·積合比和法蘭克·芬萊一起獲聘為「知名人士」之一，演出了許多小角色，他並且以「光克·甘邦（Mike Gambon）」的名字出現於演員名單上。該劇團最初在舊維克劇場演出，他們的首部作品是由奧利佛執導並由彼得·奧圖主演的《哈姆雷特》。甘邦於RSC演出的四年裡有許多作品，包括在《招聘官》和《太陽的皇家狩獵》中跟導演威廉·加斯基爾和約翰·德克斯特合作的一些已命名的角色。
在舊維克劇場演出了三年後，奧利佛建議甘邦到省級代表處積累經驗。1967年，甘邦離開RSC後加入伯明翰話劇團，這讓他首次嘗試演出他最喜歡的作品《奧賽羅》，並在《馬克白》和《科利奧蘭納斯》中擔任主角。
1974年，艾里克·湯普森讓甘邦於格林威治替艾倫·艾克本的《諾曼人的征服》裡飾演憂鬱的獸醫。接著他迅速轉到西區劇院使他成為一名喜劇演員，蹲在擁擠的餐桌旁的一把小椅子上，為黑咖啡或白咖啡之間的選擇而苦惱。甘邦後來回到當時在倫敦南岸的RSC，他的下一個轉折點是彼得·霍爾首次上演哈羅德·品特的《背叛》，一場以微妙為標誌的演出—一張製作照片顯示著他以敏感的手與修長的手指（鐘錶大師的手感）來擁抱梅洛普·威爾頓。他也是為數不多能夠掌握奧利佛劇場龐大需求的演員之一。正如西蒙·卡洛曾經說過的那樣：「甘邦的鐵肺與壓倒性的魅力能夠指揮一種可戰勝堅硬的牆壁和長距離歌劇般的飽滿嗓音。」

#### 1980–1991年：聲名鵲起與屢獲殊榮
1980年，約翰·德克斯特在皇家國家劇院（RSC）上演了貝托爾特·布萊希特執導的《伽利略傳》，這是布萊希特首齣獲得成功的戲劇，甘邦於該戲劇中強大的嗓音與存在感為他提供了很好的作用。霍爾稱他為「冷酷、危險且無比強大」，《星期日泰晤士報》稱他的表現是「朝著巨大悲劇的方向邁出了決定性的一步......很棒的演譯」，而其他演員則在首晚演出後於更衣室裡向他表示了罕見的鼓掌稱讚。
1987年，RSC於科茨洛劇場上演了復興版的《橋上的景色》，該戲劇由艾倫·艾克本執導，甘邦以艾迪一角的演出廣受好評。《衛報》指「冠軍在於它顯示了米高·甘邦跟偉大（的演出）握手。」
拉爾夫·理查森稱他為「偉大的甘邦（The Great Gambon）」，儘管甘邦把其視為馬戲團的口號，但這項榮譽一直流傳至今。但正如謝里丹·莫利在2000年評論尼古拉斯·韋特的《克瑞西達（Cressida）》時敏銳地評論道：「甘邦於舞台上的怪癖現在開始跟他偉大的導師理查森相媲美。」甘邦就如理查森那樣，他很少接受訪談，而且提出的問題多於他們回答的問題。甘邦是個非常注重隱私的人，艾克本稱他為「非星空之星（non-starry star）」。在台下的甘邦更喜歡遠離聚光燈.。雖然甘邦在銀幕上贏得了讚譽，但當他於40歲左右的時候，在埃文河畔史特拉福演出的《李爾王》飽受蹂躪，他跟紅鼻子安東尼·謝爾組成的雙人表演，愚者就像口技娃娃般坐在其主人的膝蓋上。

#### 1995–2005年：百老匯首演與其他角色
甘邦在哈羅德·品特於乾草市場劇院的《舊時光》，還有班·強生的《沃爾彭》，以及品特的《高山語言》中演出了殘酷的中士。1995年，甘邦與莉亞·海爾演出了大衛·海爾的《天窗》，該戲劇於RSC上演後好評如潮。該戲劇首先移師到溫德姆劇院，然後再轉到百老匯進行了為期四個月的巡迴演出，這讓他處於極度疲憊的狀態。甘邦於《倫敦旗幟晚報》中告訴米高·奧雲說：「《天窗》的難度是我演出過的任何戲劇的十倍」，他續說：「我在紐約過得很愉快，但我想回去。」甘邦憑此戲劇獲得他唯一的東尼獎最佳戲劇男主角的提名。
甘邦並不在阿斯美娜·禮薩於溫德姆（Wyndham）的《藝術》中增光添彩的演員之一，然而他跟西蒙·羅素·比爾及阿倫·卑斯一起，以一個滑稽的廣播方式講述了馬克（Marc）的角色。但對於RSC，甘邦跟愛蓮·艾堅絲分享了禮薩的雙人合作戲劇《意想不到的男人》，首先是在巴比肯藝術中心的畢特劇院，然後在公爵夫人劇院。這部作品原打算在紐約上演，但最終因其他承諾而推遲了。
2001年，甘邦於帕特里克·瑪伯重演品特的《看守人》中飾演了他所說的「一個實際上令人厭惡的」戴維斯（Davies），但他認為綵排期間是一段不愉快的經歷，並覺得他讓原著者失望了。一年後，甘邦在卡里爾·丘吉爾於皇家宮廷劇院的戲劇《數字》裡跟丹尼爾·克雷格演對手戲，他扮演了一系列複製兒子的父親。他於戲劇中他當抽煙時想起躺著的那一刻，明亮的煙霧在黑色背景下徐徐升起，這是他在排練期間夢寐以求的效果。
2004年，甘邦於倫敦奧伯里劇院主演了森緲·貝克特的後世界末日戲劇《殘局》，他於當中飾演主角哈姆（Hamm）。2005年，甘邦終於實現了飾演法斯塔夫的畢生夢想，他在尼古拉斯·海特納於RSC製作的《亨利四世 (第一部)》和《亨利四世 (第二部)》中演出，跟馬菲·麥費恩共同主演哈爾王子（Prince Hal）。

#### 2006–2015年：最終角色與從舞台退休
2004年，甘邦在布萊希特的《啊祖》裡飾演祖（Joe），每晚都在倫敦的約克公爵劇院演出兩場。同年，他在史提芬·瑞關於森緲·貝克特替Radio 3創作的廣播劇《餘燼》裡聲演亨利（Henry）一角。2007年，甘邦於哈羅德·品特的Radio 3廣播劇《歸家》中聲演山姆（Sam）一角。
2004年，甘邦出現於都柏林門劇院中哈羅德·品特的戲劇《無人之地》裡的赫斯特（Hirst）一角，該戲劇由胡柏·高迪執導，甘邦於該劇中跟大衛·布拉德利飾演的斯普納（Spooner）演對手戲。該劇後來轉到倫敦西區劇院的約克公爵劇院演出，上述的每個角色都獲得勞倫斯·奧利弗獎最佳男主角的提名。品特於2008年12月24日去世後，演員們在2008年12月31日舉行的葬禮上，甘邦朗讀了由該劇作家為甘邦挑選讓他朗讀赫斯特的獨角戲；2009年2月22日，BBC電台第3台播放了於舞台上的追悼會，並以文字和音樂作悼念。
2009年末，甘邦由於健康不佳因而不得不辭演《藝術的習慣》中威斯坦·休·奧登的角色，該角色後來由理察·葛瑞夫斯補上。2010年4月，甘邦再次回到都柏林門劇院，演出森緲·貝克特的《克拉普的最後錄影帶》，該劇於2010年10月轉至倫敦的公爵夫人劇院演出。同樣於2012年，甘邦跟愛蓮·艾堅絲主演了根據貝克特的廣播劇改編的《秋天的一切》。該戲劇的導演特雷弗·納恩把演出安排為廣播劇的錄音室進行錄音，以便演員們能夠手上拿著劇本進行演出。該戲劇於傑明街劇院進行首演，後來轉到西區藝術劇院。2013年11月，製作轉至紐約的59E59劇院演出。2013年，甘邦參與了國家劇院的50週年慶典。
2015年初，甘邦宣布由於背誦台詞的時間越來越長，他之前曾經嘗試利用耳機並得到劇院工作人員的提示，但他發現這並不令人滿意，他表示將會放棄舞台上的工作。

### 電影

#### 1965–1988年：電影首作及早期角色
1965年，甘邦跟瑪姬·史密芙與戴力·積合比於羅蘭士·奧利佛的《奧賽羅》中作電影首次亮相。在他的電影首作之後，甘邦於1970年獲《占士邦》電影的製片人艾伯特·布洛克里的邀請，接替佐治·拉辛比參與角色的試鏡。隨後他繼續於英國恐怖片《徒留暗夜》（1973年）及《野獸必死》（1974年）裡演出。甘邦於1985年演出由約翰·歐文執導，哈羅德·品特改編劇本的英國劇情《海龜日記》。該片由格蓮黛·積遜及賓·京士利主演。

#### 1989–2003年：獨立電影
1989年，甘邦主演了彼得·格林納威的電影《廚師·大盜·他的妻子與她的情人》，該片亦由海倫·美蘭主演。後來，甘邦於匈牙利導演卡羅里·馬克的1997年電影《賭徒》中飾演費奧多爾·杜斯妥也夫斯基一角。甘邦於1990年代參演的電影，包括了巴瑞·李文森的1992年奇幻喜劇《玩具》，1998年的時代劇《在盧格納薩跳舞》，1998年的動作片《搶翻天》，米高·曼的1999年政治劇《內幕者》，以及添·布頓的1999年歌德式恐怖片《無頭谷》。
2000年代期間，甘邦出現在多部電影中，包括羅拔·柯曼的謀殺懸疑片《高斯福大宅謀殺案》。2003年，他跟羅拔·杜華與奇雲·高士拿出現於西部電影《天地無限》裡，在當中飾演主要反派角色。

#### 2004–2011年：哈利波特與其他角色
甘邦於2004年參演了五部電影，包括韋斯·安德遜的邪典喜劇《史蒂夫·齊蘇的水棲生活》，英國黑幫電影《夾心蛋糕》，以及劇場戲劇《縱情天后》。
2007年，甘邦跟艾恩·古福特、蕾夢娜·葛瑞、班尼狄·甘巴貝治、亞伯特·芬尼、盧夫斯·塞維爾一起演出米高·艾普特的歷史劇《奇異恩典》。這部電影的重點是領導反對大英帝國奴隸貿易運動的威廉·威伯福斯。根據《爛番茄》的說法，這部電影被評為新鮮認證，評論家的共識把該電影描述為「你的典型歷史傳記片：莊嚴、高貴，並充滿著許多激動人心的演出。」同年，甘邦跟茱迪·丹芝與伊美黛·史道頓一起於廣受好評的BBC改編自伊利沙伯·蓋斯卡積亞的小說《克蘭福德》的五輯裡擔當重要的角色，並在史提芬·波利亞科夫的《祖的豪門宅邸》中演出。

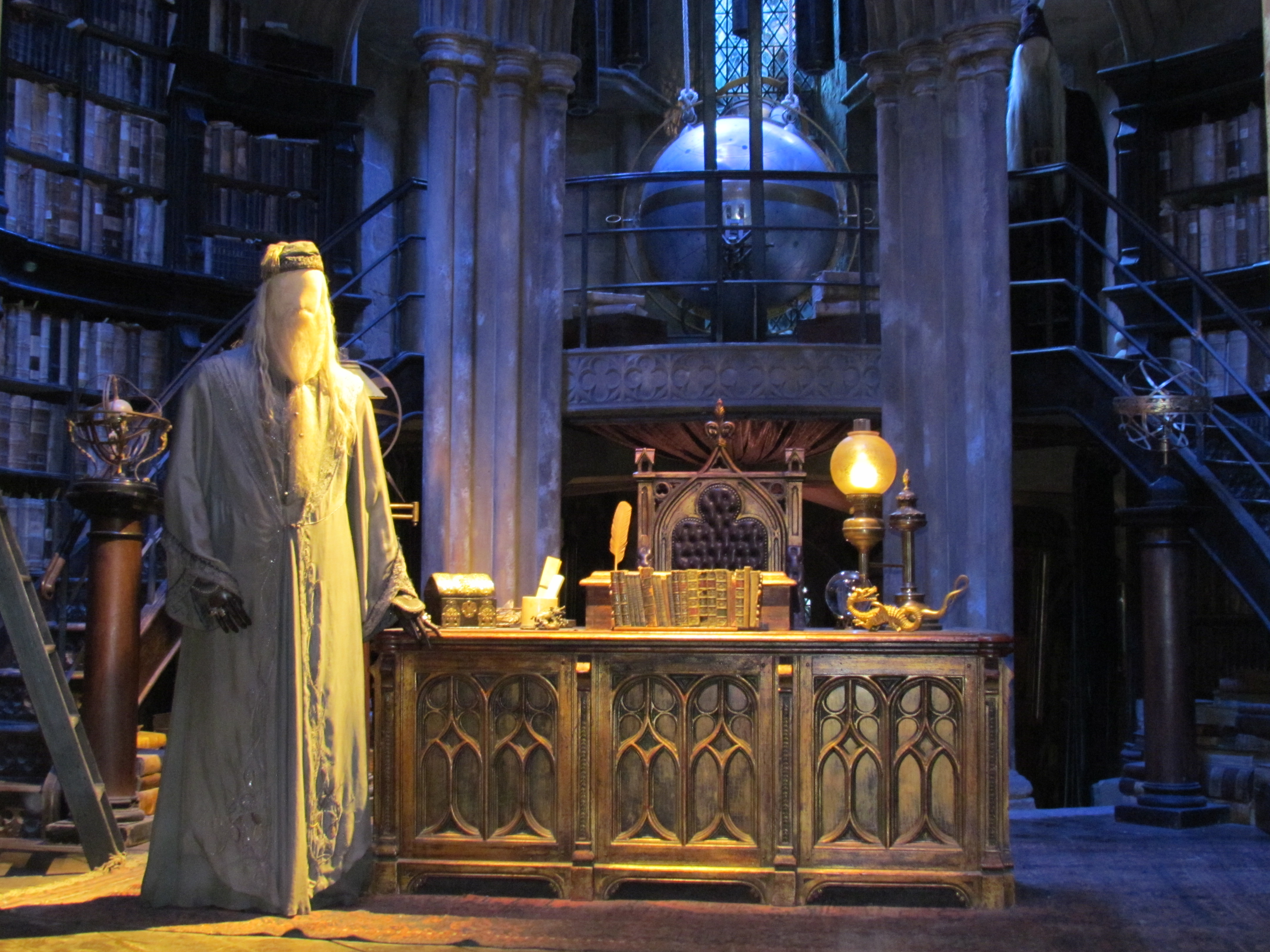
在哈利波特系列電影中，甘邦所飾演的阿不思·鄧不利多蠟像。

甘邦最著名的電影角色也許就是改編自J·K·羅琳的《哈利波特》系列小說中的霍格華茲校長阿不思·鄧不利多，由於該角色的原飾演者李察·哈里斯去世的關係，因此甘邦於該系列的第三輯改編電影《哈利波特：阿茲卡班的逃犯》中接任為該角色演出。其後，甘邦於2005年11月分別在英國和美國上映的《哈利波特：火盃的考驗》、2007年《哈利波特：鳳凰會的密令》、《哈利波特：混血王子的背叛》和最後一輯《哈利波特：死神的聖物》的上下兩輯裡演出，該兩部分電影分別於2010年及2011年發行。甘邦告訴一位採訪者指自己當飾演鄧不利多的時候，他「真的不必扮演任何人。我只是貼上鬍子扮演自己，所以這並非甚麼了不起的壯舉。我從不輕易融入角色—我所扮演的每個角色都只是我自己個性的一個變體。我根本不是一個真正的角色演員。」
2010年，甘邦跟哥連·費夫、謝菲·路殊、海倫娜·寶咸·卡達及佳·皮雅斯一起演出湯·賀柏執導的歷史劇《皇上無話兒》，甘邦於電影中飾演佐治五世。2011年，該片超越當年任何一部電影，獲得奧斯卡金像獎的12項提名。該片獲得四項奧斯卡大獎，包括最佳電影、最佳導演、最佳男主角和最佳改編劇本。
2012年，甘邦演出德斯汀·荷夫曼的執導首作《唱快人生》，該片改編自羅納德·哈伍德的同名戲劇，並由瑪姬·史密芙、湯姆·寇特內、標利·康路尼及寶蓮·歌連絲主演。該片於2012年多倫多國際電影節上首映並獲得好評。評論總匯網站《爛番茄》反映了80%的支持率，當中的共識寫道：「它甜美、溫柔，而且可以預測到錯誤，然而德斯汀·荷夫曼深情的執導方向，以及才華橫溢的演員們和藹可親的魅力讓《唱快人生》太難以抗拒了。」
2016年，甘邦替高安兄弟的荷李活喜劇《萬千星輝綁架案》擔任旁白，這部喜劇諷刺了1950年代的荷李活電影業，演員陣容包括佐斯·布連、佐治·古尼、愛頓·艾維列治、賴夫·費恩斯、祖納·希爾、施嘉莉·祖安遜、法蘭絲·麥杜雯、泰達·史雲頓及卓寧·泰坦。這部電影受到評論家的好評，在《爛番茄》上獲得了86%的支持率，其一致共識為：「《萬千星輝綁架案》充滿了時代細節和完美的演員陣容，當中發現到高安兄弟向戰後的荷李活交付了一封輕鬆愉快的情書。」該片還因其藝術指導而獲得奧斯卡金像獎的提名。他在根據同名電視情景喜劇改編的2016年戰爭喜劇電影《老爸上戰場》裡跟標·尼菲、托比·鍾斯和嘉芙蓮·薛達-鍾斯演對手戲。甘邦還於2014年及2018年的《帕丁頓熊系列電影》中聲演帕斯圖佐叔叔（Uncle Pastuzo）。該片由賓·韋沙、曉治·邦尼輝、莎莉·賀堅絲、茱莉·華達絲、占·博班特、彼得·卡波蒂、伊美黛·史道頓、班頓·基利遜、曉·格蘭特與妮歌·潔曼。
甘邦於2019年的傳記電影《星夢女神：茱地嘉蘭》演出，講述茱迪·嘉蘭的故事，電影由雲妮·絲維嘉、盧夫斯·塞維爾、芬·威捷羅克及謝茜·畢克萊主演。同年，甘邦出現在阿德里安·舍戈爾德的時代驚悚片《柯德莉亞（Cordelia）》，跟約翰尼·弗林及嘉芙蓮·麥高瑪一起演出。

### 電視

#### 1967–1985年：電視首作與早期角色
1967年，甘邦在BBC改編的電視劇集《無事生非》裡首次亮相，飾演夜間看守人4號。他還出現在英國電視節目中，例如1967年的《輕輕的》和1968年的《公眾眼睛》。從1968年到1970年，甘邦於BBC的歷史連續劇《邊界人》裡飾演加文·克爾。他亦反覆出現於1972年的加拿大連續劇《挑戰者》中。他還出現於戲劇選集系列中，包括《今日戲劇》、《本月戲劇》和《ITV劇場》。

#### 1986–1999年：歌唱偵探與讚揚
甘邦輪廓分明的外表很快使他成為了一名角色演員。他在丹尼斯·波特的《歌唱偵探》擔任主演，他憑此獲得他的首個英國電視學院獎最佳男主角。他在根據喬治·西默農的12本小說改編的劇集《梅格雷》中飾演偵探督察朱爾斯·梅格雷。1990年，他在哈羅德·品特於BBC電台第3台的廣播劇《背叛》中飾演謝利（Jerry）一角。1991年，他在ITV的連續劇《看守者》的一集「看看誰來平納身邊」裡飾演湯美·漢伯里。他還出現於BBC改編自伊利沙伯·蓋斯卡積亞的同名維多利亞時代小說的1999年連續劇《妻女們》，他所飾演的鄉紳哈姆利獲得了他的第二個英國電影學院獎提名並贏得最佳男主角獎。

#### 2000–2009年：成熟的角色演員
2001年，甘邦演出了改編自森緲·貝克特的電視改編作品《終局之戰》和《完美陌生人》的電視劇集版，展現了其喜劇天賦。甘邦於電視電影《戰爭之路》裡飾演美國總統林登·詹森。《華盛頓郵報》於他的演出，說：「甘邦完全可以勝任讓一個傳奇人物看起來痛苦的任務——而最終無助地的——人類。這是一場火與硫磺的演出。」後來他被提名至艾美獎的迷你劇或電影最佳男主角，還有金球獎的迷你劇或電視電影最佳男主角。
2009年，甘邦出現於根據珍·柯士甸筆下著名難以抑制的《愛瑪》改編的電視劇，那是這是一部四小時的迷你劇，於2009年10月在BBC第一台上首播，當中他跟蕾夢娜·葛瑞主演。當中他所飾演的伍德豪斯先生，並因此獲得黃金時段艾美獎限定或選集系列或電影中的最佳男配角的提名。

#### 2010–2019年：HBO和PBS項目中的角色
甘邦現身於2010年《異世奇人》的聖誕特輯《聖誕頌歌》之中。在2010年代，甘邦還以配音作品而聞名，他在《克羅德曼頓與火焰之劍》的英國版中擔任旁白。甘邦於2013年替MMORPG電子遊戲《上古卷軸Online》中的角色—先知（The Prophet）配音。甘邦還跟企鵝於健力士廣告進行了畫外音。甘邦在2012年HBO的賽馬劇《好運》裡跟德斯汀·荷夫曼重逢，該劇在三匹馬於片場死亡後於2012年3月被取消。後來甘邦參與了2013年的《國家大劇院現場表演：舞台上的50年》的現場活動，該製作是皇家國家劇院成立50周年的慶祝活動的一部分。演示介紹包括了穿插著紀錄片鏡頭的現場表演，以及國家劇院原創作品現場表演的檔案錄像片段。甘邦跟戴力·積合比一起於哈羅德·品特的《無人之地》裡進行了現場表演。
翌年，甘邦於J·K·羅琳的暢銷小說《臨時空缺》的同名改編劇集裡飾演霍華德·莫里森一角。該劇集是BBC One與HBO聯合製作的迷你劇，由三個部分組成，每部分為一小時。製作於2014年7月7日從英國西南部開始。
2015年和2018年，甘邦分別在大西洋天空電視台的《剛毅》的第一輯及第三輯裡飾演亨利·泰臣的角色。
2018年3月，據宣布甘邦將演出喜劇連續劇《飼育員》。然而於2019年4月，據報導，甘邦由於記憶力減退的問題而難以記住台詞，因此離開了該連續劇。

## 個人生活
1962年，甘邦於22歲的時候跟數學家安妮·米勒（Anne Miller）結婚。甘邦以保護其隱私而聞名，他曾回答採訪者關於他妻子的問題時問道：「甚麼妻子？」這對夫婦婚後居於根德郡的格雷夫森德，他們育有一名兒子，後來成為了BBC系列節目《古董街頭表演》中的陶瓷專家。
甘邦自2000年以來一直跟相比他年輕25歲的菲利帕·哈特（Philippa Hart）於英國第四台的《經度》中一起工作，他在拍攝2001年的電影《高斯福大宅謀殺案》期間把哈特帶到拍攝片場，並以女朋友的身份把她介紹給其搭檔認識。當兩人的戀情於2002年被公開時，甘邦搬出了跟前妻米勒同住的房子。2007年2月，據透露哈特懷上甘邦的孩子，並於後來誕下兒子。2009年，哈特為甘邦誕下了他的第三名孩子。
榮譽方面，在1998年新年榮譽中，甘邦因對戲劇的貢獻而獲任命為爵士勳銜。1998年7月17日，他在白金漢宮獲查理斯王子授勳。
興趣方面，甘邦是一名合格的私人飛行員。他對汽車的熱愛使他出現於BBC的系列節目《Top Gear》中。他非常激進的駕駛著鈴木Liana，以至於他以兩個輪子繞過最後一圈的拐角。《Top Gear》測試跑道的最後一個彎道被命名為「甘邦角」或簡稱為「甘邦」來紀念他。他於2006年6月4日再次出現於該節目中，並以雪佛蘭拉切蒂創造了1:50.3的時間紀錄，比他之前1:55的成績有顯著的提高。他第二次剪掉了跟他同名的角落，當謝列美·奇勒臣問他為何的時候，他回答說：「我不知道，就是不喜歡。」

### 逝世
2023年9月27日，坎邦家人宣布坎邦因肺炎於醫院安詳去世，享壽82歲。

## 演出作品
甘邦以作為演員的身份涉足於劇場、電影及電視，其中以BBC電視劇《歌唱偵探》的菲力普·馬羅，以及《哈利波特》系列電影中接替李察·哈里斯飾演的阿不思·鄧不利多等角色最為聞名。

### 舞台劇
| 年份  | 戲劇                                                                | 角色                                  | 演出地點                                                  |
| ----- | ------------------------------------------------------------------- | ------------------------------------- | --------------------------------------------------------- |
| 1962  | 奧賽羅                                                              | 第二紳士（Second Gentleman）          | 都柏林門劇院                                              |
| 1963  | 哈姆雷特                                                            | 持矛者（Spear Carrier）               | 國家劇院舊維克劇場                                        |
| 1963  | 聖女貞德                                                            | 額外人員                              | 國家劇院舊維克劇場                                        |
| 1963  | 招聘官                                                              | 僕從                                  | 國家劇院舊維克劇場                                        |
| 1964  | 安多拉                                                              | 額外人員                              | 國家劇院舊維克劇場                                        |
| 1964  | 奧賽羅                                                              | 額外人員                              | 國家劇院舊維克劇場                                        |
| 1964  | 斐洛克特底 (戲劇)                                                   | 合唱者（Chorus）                      | 國家劇院舊維克劇場                                        |
| 1964  | 太陽的皇家狩獵                                                      | 迪亞哥（Diego）                       | 國家劇院舊維克劇場                                        |
| 1965  | 靈欲劫                                                              | 赫里克（Herrick）                     | 國家劇院舊維克劇場                                        |
| 1965  | 勇氣媽媽與她的孩子們                                                | 埃利夫（Eilif）                       | 國家劇院舊維克劇場                                        |
| 1965  | 為愛而愛                                                            | 快照的人（Snap）                      | 國家劇院舊維克劇場                                        |
| 1966  | 朱諾與薪水鳥                                                        | 謝利·迪瓦恩（Jerry Devine）           | 國家劇院舊維克劇場                                        |
| 1966  | 風暴                                                                | 額外人員                              | 國家劇院舊維克劇場                                        |
| 1967  | 守衛博福斯大砲時發生的事件 （Events While Guarding the Bofors Gun） | 弗林（Flynn）                         | 伯明翰話劇團                                              |
| 1967  | 一個被砍下的頭                                                      | 帕默·安德森（Palmer Anderson）        | 伯明翰話劇團                                              |
| 1967  | 醫生的兩難困境                                                      | 帕特里克·卡倫（Patrick Cullen）       | 伯明翰話劇團                                              |
| 1967  | 聖女貞德                                                            | 科雄（Cauchon）                       | 伯明翰話劇團                                              |
| 1968  | 培爾·金特                                                           | 鈕扣製造商（The Button Moulder）      | 伯明翰話劇團                                              |
| 1968  | 奧賽羅                                                              | 奧賽羅                                | 伯明翰話劇團                                              |
| 1968  | 馬克白                                                              | 馬克白                                | 比林厄姆論壇劇院（Forum Theatre, Billingham）             |
| 1969  | 在慶祝                                                              | 安德魯（Andrew）                      | 利物浦劇院                                                |
| 1969  | 科利奧蘭納斯                                                        | 科利奧蘭納斯（Coriolanus）            | 利物浦劇院                                                |
| 1970  | 平民排練起義                                                        | 韋伯（Wiebe）                         | 皇家莎士比亞劇團、奧德維奇劇院                            |
| 1970  | 芭芭拉少校                                                          | 查爾斯·洛馬克斯（Charles Lomax）      | 皇家莎士比亞劇團、奧德維奇劇院                            |
| 1971  | 亨利八世                                                            | 薩利（Surrey）                        | 皇家莎士比亞劇團、奧德維奇劇院                            |
| 1971  | 當你作王（When Thou Art King）                                      | 暴躁的人（Hotspur）                   | 圓屋劇場                                                  |
| 1972  | 黃銅帽（The Brass Hat）                                             | 蓋爾·霍爾頓（Guy Holden）             | 吉爾福德伊馮·阿諾劇院                                     |
| 1973  | 不是溺水而是揮手（Not Drowning But Waving）                         | 羅賓（Robin）                         | 吉爾福德格林威治劇院                                      |
| 1974  | 諾曼人的征服                                                        | 湯姆（Tom）                           | 吉爾福德格林威治劇院                                      |
| 1975  | 諾曼人的征服                                                        | 湯姆（Tom）                           | 吉爾古德劇院                                              |
| 1975  | 動物園的故事                                                        | 格里（Gerry）                         | 攝政公園露天劇場                                          |
| 1976  | 否則訂婚                                                            | 西蒙（Simon）                         | 倫敦皇后劇院                                              |
| 1977  | 就在我們之間（Just Between Ourselves）                              | 尼爾（Neil）                          | 倫敦皇后劇院                                              |
| 1978  | 愛麗斯的男孩（Alice's Boys）                                        | 柏堤（Bertie）                        | 薩伏依劇院                                                |
| 1978  | 背叛                                                                | 謝利（Jerry）                         | 奧利佛劇院（北領地）                                      |
| 1979* | 結束於戲劇（Close of Play）                                         | 亨利（Henry）                         | 利特爾頓劇院（北領地）                                    |
| 1979* | 理查三世                                                            | 白金漢（Buckingham）                  | 奧利佛劇院（北領地）                                      |
| 1980  | 奧賽羅                                                              | 羅德里戈（Roderigo）                  | 奧利佛劇院（北領地）                                      |
| 1980  | 姐妹間情感                                                          | 帕德里克（Patrick）                   | 奧利佛劇院（北領地）                                      |
| 1980  | 伽利略傳                                                            | 伽利略（Galileo）                     | 奧利佛劇院（北領地）                                      |
| 1981  | 無事生非                                                            | 班尼迪克（Benedick）                  | 奧利佛劇院（北領地）                                      |
| 1982  | 李爾王                                                              | 李爾王（King Lear）                   | 皇家莎士比亞劇院                                          |
| 1983  | 李爾王                                                              | 李爾王（King Lear）                   | 巴比肯藝術中心                                            |
| 1983  | 安東尼與克麗奧佩托拉                                                | 安東尼（Antony）                      | 巴比肯藝術中心                                            |
| 1983  | 來自荷李活的故事（Tales from Hollywood）                            | 奧登·馮·霍瓦特                        | 奧利佛劇院（北領地）                                      |
| 1985  | 舊時光                                                              | 迪利（Deeley）                        | 乾草市場劇院                                              |
| 1985  | 不贊成的合唱                                                        | 達菲德·盧埃林（Dafydd ap Llewellyn）  | 奧利佛劇院（北領地）                                      |
| 1986  | 數以噸計的金錢                                                      | 澆注料（Sprules）                     | 利特爾頓劇院（北領地）                                    |
| 1987  | 橋上的風景                                                          | 艾迪·卡邦（Eddie Carbone）            | 科特索劇院（北領地）                                      |
| 1987  | 小型家族企業                                                        | 傑克·麥克拉肯（Jack McCracken）       | 奧利佛劇院（北領地）                                      |
| 1988  | 高山語言                                                            | 軍士（Sergeant）                      | 利特爾頓劇院（北領地）                                    |
| 1988  | 萬尼亞叔叔                                                          | 萬尼亞叔叔（Uncle Vanya）             | 雜耍劇院                                                  |
| 1989  | 退伍軍人節（Veterans Day）                                          | 華特·科塞利克（Walter Kercelik）      | 乾草市場劇院                                              |
| 1990  | 當下的人                                                            | 道格拉斯·比奇（Douglas Beechey）      | 環球劇場                                                  |
| 1991  | 奧賽羅                                                              | 奧賽羅（Othello）                     | 英國士嘉堡史提芬·約瑟夫劇院                               |
| 1991  | 邁步                                                                | 路蘭（Roland）                        | 英國士嘉堡史提芬·約瑟夫劇院                               |
| 1995  | 沃爾彭                                                              | 沃爾彭（Volpone）                     | 奧利佛劇院（北領地）                                      |
| 1995  | 天窗                                                                | 湯姆中士（Tom Sergeant）              | 科特索劇院（北領地） 溫德姆劇院 紐約市伯納德·雅各布斯劇院 |
| 1997  | 湯姆和克萊姆（Tom and Clem）                                        | 湯姆·德里伯格                         | 奧德維奇劇院                                              |
| 1998  | 意想不到的人                                                        | 那男人（The Man）                     | 皇家國家劇院The Pit 公爵夫人劇院                          |
| 1999  | 朱諾與薪水鳥                                                        | 傑克·博伊爾船長（Captain Jack Boyle） | 都柏林歡樂劇院                                            |
| 2000  | 克雷西達（Cressida）                                                | 約翰·山克                             | 諾埃爾·科沃德劇院                                         |
| 2000  | 照顧者                                                              | 戴維斯（Davies）                      | 哈羅德·品特劇院                                           |
| 2002  | 一個數字                                                            | 父親                                  | 皇家宮廷劇院                                              |
| 2004  | 終局之戰                                                            | 漢姆（Hamm）                          | 奧爾伯里劇院（Albery Theatre）                            |
| 2005  | 亨利四世 (第一部) 亨利四世 (第二部)                                 | 吹牛騎士（Falstaff）                  | 奧利佛劇院（北領地）                                      |
| 2005  | 慶祝                                                                | 林伯特（Lambert）                     | 都柏林門劇院 奧爾伯里劇院（Albery Theatre）               |
| 2006  | 啊祖                                                                | 祖（Joe）                             | 門劇院／約克公爵劇院                                      |
| 2008  | 無人之地                                                            | 赫斯特（Hirst）                       | 門劇院／約克公爵劇院                                      |
| 2010  | 克拉普最後的錄音帶                                                  | 克拉普（Krapp）                       | 門劇院／約克公爵劇院                                      |
| 2012  | 秋天的一切                                                          | 丹·魯尼（Dan Rooney）                 | 傑明街劇院                                                |
| 2013  | 秋天的一切                                                          | 丹·魯尼（Dan Rooney）                 | 紐約市59E59劇院                                           |
| 2013  | 啊祖                                                                | 祖（Joe）                             | 愛丁堡皇家蘭心劇院                                        |
| 2014  | 啊祖                                                                | 祖（Joe）                             | 柏林席勒劇院                                              |
| 2018  | 一個在路上                                                          | 守衛（聲音）                          | 哈羅德·品特劇院                                           |

### 電影
| 年份 | 戲劇                                            | 角色                                                 | 備註              |
| ---- | ----------------------------------------------- | ---------------------------------------------------- | ----------------- |
| 1965 | 奧賽羅                                          | 第二紳士（Company）                                  | 電影首作          |
| 1973 | 徒留暗夜                                        | 督察格蘭特（Inspector Grant）                        |                   |
| 1974 | 野獸必死                                        | 揚·賈莫科夫斯基（Jan Jarmokowski）                   |                   |
| 1985 | 海龜日記                                        | 喬治·費爾貝恩（George Fairbairn）                    |                   |
| 1988 | 巴黎之夜                                        | 傑拉德·佩奇（Gerald Paige）                          |                   |
| 1988 | 消失的連結                                      | —                                                    | 敘述（聲音）      |
| 1989 | 瑞秋外傳                                        | 醫生（Doctor Knowd）                                 |                   |
| 1989 | 血染的季節                                      | 文職官員（Magistrate）                               |                   |
| 1989 | 廚師·大盜·他的妻子與她的情人                    | 阿爾伯特·斯皮卡（Albert Spica）                      |                   |
| 1991 | 江湖好漢                                        | 薩爾瓦托雷·馬蘭扎諾                                  |                   |
| 1992 | 玩具大國民                                      | 利蘭·澤沃將軍（General Leland Zevo）                 |                   |
| 1994 | 無名小卒                                        | 艾弗·J·加尼（Ivor J. Garney）                        |                   |
| 1994 | 白手起家                                        | 菲臘·康奈爾（Philip Cornell）                        |                   |
| 1994 | 霹靂英豪                                        | 喬治爵士（Sir George）                               |                   |
| 1994 | 峰途路轉                                        | 弗羅比舍醫生（Dr. Frobisher）                        |                   |
| 1995 | 特務列車                                        | 阿歷斯（Alex）                                       |                   |
| 1995 | 雙亡                                            | 丹尼爾·帕維尼奇（Daniel Pavenic）                    |                   |
| 1995 | 鎖住的天空                                      | 倫納德（Leonard）                                    |                   |
| 1995 | 聖彼得堡的午夜                                  | 阿歷斯（Alex）                                       |                   |
| 1996 | 心魔驚魂                                        | 賴利先生（Mr. Reilly）                               |                   |
| 1996 | 邊個夠我薑                                      | 偵探督察馬特臣（Det. Insp. Matheson）                |                   |
| 1997 | 賭徒                                            | 費奧多爾·杜斯妥也夫斯基                              |                   |
| 1997 | 三顆翼動的心                                    | 萊昂內爾·克羅伊（Lionel Croy）                       |                   |
| 1998 | 在盧格納薩跳舞                                  | 傑克·蒙迪神父（Father Jack Mundy）                   |                   |
| 1998 | 盜寶偷心3人行                                   | 吉布森勳爵（Lord Gibson）                            |                   |
| 1999 | 猴子的故事（Le Château des singes）             | 馬丁主人（Master Martin）（配音）                    |                   |
| 1999 | 準時死亡（Dead on Time）                        | 莫里斯（Maurice）                                    |                   |
| 1999 | 奪命煙幕                                        | 托馬斯·桑德福（Thomas Sandefur）                     |                   |
| 1999 | 最後的九月                                      | 理查德·奈勒爵士（Sir Richard Naylor）                |                   |
| 1999 | 沉睡谷                                          | 巴爾圖斯·凡·塔塞爾（Baltus Van Tassel）              |                   |
| 2001 | 高斯福大宅謀殺案                                | 威廉麥科德爾爵士（Sir William McCordle）             |                   |
| 2001 | 戰地有心人                                      | 利瓦德（Levade）                                     |                   |
| 2001 | 強盜美眉                                        | 克里根（Kerrigan）                                   |                   |
| 2001 | 魔幻聖誕頌大電影                                | 聖誕禮物的幽靈（Ghost of Christmas Present）（聲演） |                   |
| 2002 | 阿里出城：玩到入國會                            | 首相（Prime Minister）                               |                   |
| 2003 | 小狼的壞事之書（Little Wolf's Book of Badness） | 大壞人叔叔（Uncle Big bad）（聲演）                  |                   |
| 2003 | 演戲之人                                        | 巴雷勒（Barreller）                                  |                   |
| 2003 | 天地無限                                        | 丹頓·巴克斯特（Denton Baxter）                       |                   |
| 2003 | 篇篇情意劫                                      | 托馬斯教授（Professor Thomas）                       |                   |
| 2003 | 深藍                                            | —                                                    | 解說員／紀錄片    |
| 2004 | 僅站立室（Standing Room Only）                  | 拉利（Larry）                                        |                   |
| 2004 | 縱情天后                                        | 占美·蘭頓（Jimmie Langton）                          |                   |
| 2004 | 轟天戰士決戰明日世紀                            | 莫里斯·佩利（Morris Paley）                          |                   |
| 2004 | 非常古惑仔                                      | 艾迪·坦普（Eddie Temple）                            |                   |
| 2004 | 史蒂夫·齊蘇的水棲生活                           | 奧瑟裡·德拉庫利亞斯（Oseary Drakoulias）             |                   |
| 2004 | 哈利波特：阿茲卡班的逃犯                        | 阿不思·鄧不利多                                      |                   |
| 2005 | 哈利波特：火盃的考驗                            | 阿不思·鄧不利多                                      |                   |
| 2005 | 迷失靈魂的故事：僅站立室（Standing Room Only）  | 拉利（Larry）                                        |                   |
| 2006 | 凶兆                                            | 約翰內斯·布根哈根                                    |                   |
| 2006 | CIA驚天殺局                                     | 弗雷德里克斯醫生（Dr. Fredericks）                   |                   |
| 2006 | 約翰·杜菲的兄弟（John Duffy's Brother）         | —                                                    | 解說員            |
| 2006 | 奇異恩典                                        | 查理斯·福克斯                                        |                   |
| 2007 | 晚安                                            | 艾倫·魏格特（Alan Weigert）                          |                   |
| 2007 | 麵包師                                          | 利奥（Leo）                                          |                   |
| 2007 | 阿爾卑斯                                        | —                                                    | 解說員／紀錄片    |
| 2007 | 哈利波特：鳳凰會的密令                          | 阿不思·鄧不利多                                      |                   |
| 2008 | 故園風雨後                                      | 馬奇梅勳爵（Lord Marchmain）                         |                   |
| 2009 | 哈利波特：混血王子的背叛                        | 阿不思·鄧不利多                                      |                   |
| 2009 | 狐狸先生無得頂                                  | 富蘭克林·比恩（Franklin Bean）（配音）               |                   |
| 2010 | 末世天書                                        | 喬治（George）                                       |                   |
| 2010 | 皇上無話兒                                      | 佐治五世                                             |                   |
| 2010 | 哈利波特：死神的聖物1                           | 阿不思·鄧不利多                                      | 友情客串          |
| 2011 | 哈利波特：死神的聖物2                           | 阿不思·鄧不利多                                      | 友情客串          |
| 2012 | 唱快人生                                        | 西追·利文斯通（Cedric Livingstone）                  |                   |
| 2014 | 團結                                            | —                                                    | 解說員            |
| 2014 | 柏靈頓                                          | 帕斯圖佐叔叔（Uncle Pastuzo）                        | 配音              |
| 2016 | 老爸上戰場                                      | 二等兵高弗雷                                         |                   |
| 2016 | 萬千星輝綁架案                                  | 解說員（Narrator）                                   |                   |
| 2017 | 亂世傷痕：末代總督的秘密                        | 黑斯廷斯·伊斯梅                                      |                   |
| 2017 | 瘋狂到正常                                      | 悉尼·柯托克（Sydney Kotok）                          |                   |
| 2017 | 維多利亞女王：日不落奇緣                        | 第三代梳士巴利侯爵羅伯特·蓋斯科因-塞西爾             |                   |
| 2017 | 皇家特工：金圈子                                | 吉爾斯爵士（Sir Giles）／亞瑟（Arthur）              |                   |
| 2017 | 柏靈頓2                                         | 帕斯圖佐叔叔（Uncle Pastuzo）                        | 配音              |
| 2018 | 終極刺殺                                        | 法蘭克·漢密爾頓（Frank Hamilton）                    |                   |
| 2018 | 盜王之王                                        | 比利·魚·林肯（Billy "The Fish" Lincoln）             |                   |
| 2018 | 約翰·多諾萬的死與生                             | 餐廳裡的人（Man in Restaurant） 解說員               | 雙重角色 聲音角色 |
| 2018 | 特務戇J：神級歸位                               | 特工五（Agent Five）                                 | 未署名的客串角色  |
| 2019 | 星夢女神：茱地嘉蘭                              | 伯納德·德爾豐                                        |                   |
| 2019 | 柯蒂莉亞（Cordelia）                            | 摩西（Moses）                                        |                   |

### 電視
| 年份      | 電影                                                                 | 角色                                           | 備註 |
| --------- | -------------------------------------------------------------------- | ---------------------------------------------- | --- |
| 1967      | 無事生非                                                             | 夜間看守人4號（Watchman #4）                   | BBC電視電影 |
| 1967      | 輕輕的                                                               | 皮特·盧卡斯（Pete Lucas）                      | 集數：飛龍的約會（Appointment in Wyvern） |
| 1967-1978 | 本月戲劇                                                             | 各種各樣的角色                                 | 集數3.3：羅密歐與茱麗葉（Romeo and Juliet） 集數4.3：海鷗（The Seagull） 集數7.1：仲夏夜之夢（A Midsummer Night's Dream） 集數11.8：法語無淚（French Without Tears） 集數13.4：海鷗（The Seagull）                       |
| 1967-1972 | 輕輕的之專案組（Task Force）                                         | 克蘭利（Cranley）                              | 集數2.21：飛龍的約會（Appointment in Wyvern） 集數8.11：歡迎來到俱樂部（Welcome to the Club） |
| 1968      | 公眾眼睛                                                             | 不詳                                           | 集數3.4：有泥的會扔（Have Mud, Will Throw） |
| 1969      | 詐騙小分隊（Fraud Squad）                                            | 雷克斯·盧西恩（Rex Lucien）                    | 集數1.3：離開列支敦士登的最後出口（Last Exit to Leichstenstein） |
| 1968-1970 | 邊界人                                                               | 加文·克爾（Gavin Kerr）                        | 第26集 |
| 1970      | 自白書（Confession）                                                 | 田納特先生（Mr. Tennent）                      | 集數1.4：參觀玻璃屋的人（People Who Visit Glass Houses） |
| 1971      | 加沙無眼的人（Eyeless in Gaza）                                      | 馬克·斯泰茲（Mark Staithes）                   | 集數1.1：噢，暗，暗，暗，在正午的火焰中（O Dark, Dark, Dark, Amid the Blaze of Noon） 集數1.2：內在的眼睛被照亮（With Inward Eyes Illuminated） 集數1.5：平靜的心態，耗盡所有激情（And Calm of Mind, All Passion Spent） |
| 1972      | 挑戰者                                                               | 約翰·基萊恩（John Killane）                    | 5集 集數1.1：明天的事（The Tomorrow Business） |
| 1972      | 外面的男人（The Man Outside）                                        | 拉爾夫·肯華德（Ralph Kenward）                 | 集數1.6：大杜鵑（Cuculus Canorus） |
| 1972      | 凱特                                                                 | 愛德華（Edward）                               | 集數：生活的事實（A Fact of Life） |
| 1973      | 威脅（Menace）                                                       | 埃利斯（Ellis）                                | 集數2.1：猶大山羊（Judas Goat） |
| 1973      | 凱瑟琳·曼斯菲爾德的照片                                              | 哈里（Harry）                                  | 集數：第#1.5集 |
| 1973      | 特別支部                                                             | 穆勒（Muller）                                 | 集數3.12：人質（Hostage） |
| 1973      | 不列顛人的亞瑟                                                       | 路蘭（Roland）                                 | 集數2.3：囚徒（The Prisoner） |
| 1973      | 正義的六天                                                           | 高丁先生（Mr. Golding）                        | 集數3.2：天堂裡的陌生人（Stranger in Paradise） |
| 1973      | ITV週六夜劇場 （ITV Saturday Night Theatre）                         | 凱文兄弟（Brother Kevin）                      | 集數6.9：天主教徒（Catholics） |
| 1973      | 奧森·威爾斯的大奧秘                                                  | 羅爾夫少校（Major Rolfe）                      | 集數1.16：榮譽之事（An Affair of Honour） |
| 1974      | 星座（Zodiac）                                                       | 魯本·凱澤（Reuben Keiser）                     | 集數1.2：酷酷的水瓶座（The Cool Aquarian） |
| 1974      | 化妝舞會                                                             | 史超域（Stewart）                              | 集數1.2：我們可以進來嗎？（May We Come In?） |
| 1975      | 秘密特工（The Secret Agent）                                         | 湯姆·奧西彭（Tom Ossipon）                     | BBC電視電影 |
| 1976      | 中心比賽（Centre Play）                                              | 伊迪夫·哈里森（Edith Harrison）                | 集數3.9：在迷宮中（In the Labyrinth） |
| 1972-1976 | 今日戲劇                                                             | 不同角色                                       | 集數2.17：牛群（Cows） 集數6.11：其他的女人（The Other Woman） 集數6.21：踮起腳尖穿過鬱金香（Tiptoe Through the Tulips）                                                                                                 |
| 1977      | ITV週日晚間劇（ITV Sunday Night Drama）                              | 不同角色                                       | 集數1.11：現在太晚了（Now Is Too Late） 集數2.15：喜歡大象的男人（The Man Who Liked Elephants） |
| 1977-1979 | 另一個                                                               | 布賴恩·布萊恩特（Brian Bryant）                | 13集 |
| 1978      | 首映式（Premiere）                                                   | 肯尼（Kenny）                                  | 集數2.5：這些夜晚其中之一我要早起（One of These Nights I'm Gonna Get an Early Day） |
| 1979      | 粉筆與芝士                                                           | 不詳                                           | 集數不詳 |
| 1980      | 出乎意料的故事                                                       | 安德魯（Andrew）                               | 集數2.11：雨傘人（The Umbrella Man） |
| 1982      | ITV劇場                                                              | 不詳                                           | 集數14.4：養家糊口的人（The Breadwinner） |
| 1982      | 愛的圓圈                                                             | 不詳                                           | BBC電視電影 |
| 1985      | 單數荒唐的人                                                         | 謝利·積遜（Geoffrey Jackson）                  | BBC電視電影 |
| 1985      | 奧斯卡                                                               | 奧斯卡·王爾德                                  | 電視迷你連續劇 集數1.1：鍍金的青春（Gilded Youth） 集數1.2：試煉（Trials） 集數1.3：來自深處（De Profundis） |
| 1985      | 多爾金上空的熱帶月亮 （Tropical Moon Over Dorking）                  | 比爾（Bill）                                   | BBC電視電影 |
| 1986      | 歌唱偵探                                                             | 菲力普·馬羅                                    | 集數1.1：皮膚（Skin） 集數1.2：熱力（Heat） 集數1.3：美好的日子（Lovely Days） 集數1.4：線索（Clues） 集數1.5：啪嗒啪嗒（Pitter Patter） 集數1.6：誰幹的                                                                 |
| 1987      | 大鼻子情聖                                                           | 賈維斯·麥克勞德（Jarvis McLeod）               | 集數5.2：勝者為王（Winner Takes All） |
| 1987      | 劇場夜                                                               | 牧師萬達（Pastor Manders）                     | 集數：幽靈 |
| 1988      | 高山語言（Mountain Language）                                        | 中士（Sergeant）                               | BBC電視電影 |
| 1989      | 當日之熱度                                                           | 夏里遜（Harrison）                             | 電視電影 |
| 1989      | 占·漢森的小時                                                        | 奧特拉戈爾根（Ultragorgon）                    | 集數：怪物製造者（Monster Maker），聲演 |
| 1989      | 關於面容                                                             | 特雷弗（Trevor）                               | 集數1.1：尋找杜安德先生（Searching for Señor Duende） |
| 1990      | 皇家血統：征服者威廉 （Blood Royal: William the Conqueror）          | 威廉一世                                       | 電視電影 |
| 1991      | 說書人 (劇集)                                                        | 說書人（The StoryTeller）                      | 4集 |
| 1991      | 看守者                                                               | 湯美·漢伯里（Tommy Hanbury）                   | 集數8.5：看看誰來平納身邊？（Guess Who's Coming to Pinner） |
| 1992-1993 | 梅格雷                                                               | 朱爾斯·梅格雷督察                              | 12集 |
| 1993      | 表現                                                                 | 阿奇·賴斯（Archie Rice）                       | 集數1.1：演藝人員（The Entertainer） |
| 1994      | 信仰                                                                 | 彼得·約翰·莫頓（Peter John Moreton）           | 電視迷你連續劇 |
| 1995      | 柳林風聲                                                             | 獾（Badger）                                   | 聲演 |
| 1996      | 專家證人（Expert Witness）                                           | —                                              | 主持人／旁述 |
| 1996      | 聖經之賽門與黛利拉                                                   | 哈農王                                         | 電視連續劇 |
| 1999      | 錦繡佳人                                                             | 鄉紳哈姆利（Squire Hamley）                    | BBC電視迷你連續劇 |
| 2000      | 經度                                                                 | 約翰·夏里遜                                    | A&E電視網絡電視電影 |
| 2000      | 終局之戰                                                             | 漢姆（Hamm）                                   | BBC電視電影 該電視電影改編自森緲·貝克特的戲劇 |
| 2001      | 完美陌生人                                                           | 雷蒙德（Raymond）                              | BBC電視迷你連續劇 |
| 2002      | 越戰追擊                                                             | 林登·詹森                                      | HBO電視電影 |
| 2002      | Top Gear                                                             | 嘉賓                                           | 第1季：第8集 |
| 2003      | 失落的王子                                                           | 愛德華七世                                     | BBC電視電影 |
| 2003      | 天使在美國                                                           | 前沃爾特祖先（Prior Walter Ancestor）          | HBO電視迷你連續劇 集數1.2：千禧年的方案—第2章—體外（In Vitro） 集數1.3：千禧年的方案—第3章—傳信者（The Messenger） |
| 2006      | Top Gear                                                             | 嘉賓                                           | 第8季：第5集 |
| 2006      | 慶祝                                                                 | 林伯特（Lambert）                              | 電視電影 該電視電影改編自哈羅德·品特的戲劇 |
| 2007      | 祖的豪門宅邸                                                         | 伊洛特·葛雷姆（Elliot Graham）                 | BBC電視電影 |
| 2007      | 克蘭福德                                                             | 霍爾布魯克先生（Mr. Holbrook）                 | 電視迷你連續劇 集數1.2：1842年8月 集數1.2：1842年11月 |
| 2009      | 克羅德曼頓與火焰之劍                                                 | —                                              | 旁述，集數1.1：麻煩丫頭（Wench Trouble） |
| 2009      | 愛瑪                                                                 | 伍德豪斯先生（Mr. Woodhouse）                  | 電視迷你連續劇（演出4集） |
| 2010      | 異世奇人                                                             | 卡茲蘭（Kazran） 伊洛特·薩迪（Elliot Sardick） | 聖誕特備節目：聖誕頌歌 |
| 2011      | 喜劇救濟：修道院樓下住宅區 （Comic Relief: Uptown Downstairs Abbey） | —                                              | 旁述，不記名 |
| 2011      | 第八頁                                                               | 班尼狄·巴倫（Benedict Baron）                  | PBS電視電影 |
| 2012      | 幸運                                                                 | 米高·「米克」·史邁斐（Michael "Mike" Smythe）  | HBO迷你連續劇 |
| 2012      | 焦躁不安                                                             | 巴倫·曼斯菲爾德（Baron Mansfield）             | PBS迷你連續劇 |
| 2013      | 皇家國家劇院現場演出：舞台上的50年                                   | 他本人（Himself）                              | PBS現場特備節目 |
| 2013      | 洛肯                                                                 | 年長的約翰·伯克（Older John Burke）            | ITV迷你連續劇 |
| 2014      | 夸克                                                                 | 加勒特·格里芬法官（Judge Garret Griffin）      | 3集 |
| 2014      | 普通                                                                 | 法官（Judge）                                  | BBC電視電影 |
| 2014      | 天使之翼                                                             | 祖父                                           | 聲演，短片 |
| 2015      | 臨時空缺                                                             | 霍華德·莫里森（Howard Mollison）               | HBO迷你連續劇 |
| 2015-2019 | 剛毅                                                                 | 亨利·泰臣（Henry Tyson）                       | 10集 |
| 2016      | 丘吉爾的秘密                                                         | 溫斯頓·丘吉爾（Winston Churchill）             | PBS電視電影 |
| 2016      | 空王冠：亨利六世第一輯 （The Hollow Crown: Henry VI, Part I）        | 摩蒂默（Mortimer）                             | BBC迷你連續劇 |
| 2017      | 無所畏懼                                                             | 阿拉斯泰爾·麥金農爵士（Sir Alastair McKinnon） | ITV電視電影 |
| 2017      | 小婦人                                                               | 勞倫斯先生（Mr. Laurence）                     | PBS迷你連續劇 |

## 外部連結
- 在AllMovie上邁可·坎邦的頁面（英文）
- 邁可·坎邦在互联网电影资料库（IMDb）上的資料（英文）